# Cyrtodactylus bidoupimontis
Espèce
Cyrtodactylus bidoupimontis est une espèce de geckos de la famille des Gekkonidae.

## Répartition
Cette espèce est endémique de la province de Lâm Đồng au Viêt Nam.

## Publication originale
- Nazarov, Poyarkov, Orlov, Phung, Nguyen, Hoang & Ziegler, 2012 : Two new cryptic species of the Cyrtodactylus irregularis complex (Squamata: Gekkonidae) from southern Vietnam. Zootaxa, n. 3302, p. 1–24.